# Netelia nervulator
Netelia nervulator är en stekelart som beskrevs av Aubert 1971. Netelia nervulator ingår i släktet Netelia och familjen brokparasitsteklar. Inga underarter finns listade i Catalogue of Life.